# Тисовець (округ Рімавска Собота)
Тисовець (словац. Tisovec, угор. Tiszolc) — містечко, громада в окрузі Рімавска Собота, Банськобистрицький край, Словаччина. Кадастрова площа громади — 123,426 км². Населення — 4168 осіб (за оцінкою на 31 грудня 2017 р.).
Перша згадка 1334 року.

## Географія
Тисовець знаходиться на перетині західної та східної частини Словацьких Рудних гір, на заплаві і терасах долини Рімави. Висота в центрі 411 м., територією — від 390 до 1439 м. над рівнем моря. Протікає річка Фурманець.

## Населення
| Рік:            | 1994. | 2004.   | 2014.   | 2024.    |
| --------------- | ----- | ------- | ------- | -------- |
| Кількість осіб: | 4280  | 4116    | 4223    | 3587     |
| Різниця:        |       | -3,83 % | +2,59 % | -15,06 % |

| Рік:            | 2023. | 2024.   |
| --------------- | ----- | ------- |
| Кількість осіб: | 3632  | 3587    |
| Різниця:        |       | -1,23 % |

## Транспорт
Автошляхи:
- 72 (Cesty I. triedy).
- 531

Залізнична станція Тисовець.